# Lausitzer Füchse
Les Lausitzer Füchse-ES Weißwasser sont un club professionnel allemand de hockey sur glace basé à Weißwasser. Il évolue en DEL2, le second échelon allemand.

## Historique
Le club est créé en 1932 sous le nom de Eishockey Weisswasser. Au cours de son histoire, le club a changé de nombreuses fois de dénomination. Il a notamment pris le nom de 	SG Dynamo Weißwasser de 1953 à 1990. Le club s'impose comme la meilleure formation durant les années 1950 et 1960. Néanmoins à partir de 1970, seuls deux clubs Dynamo Weißwasser et le Dynamo Berlin y participent. En 2002, l'équipe est renommée Lausitzer Füchse. En 2005, il est promu en 2. Bundesliga, sa division actuelle.

### Palmarès
- Championnat d'Allemagne de l'Est
  - Champion (25) : 1951, 1952, 1953, 1954, 1955, 1956, 1957, 1958, 1959, 1960, 1961, 1962, 1963, 1964, 1965, 1969, 1970, 1971, 1972, 1973, 1974, 1975, 1981, 1989, 1990